# Łużany (obwód czerniowiecki)
Łużany (ukr. Лужани) – osiedle typu miejskiego na Ukrainie, w rejonie czerniowieckim obwodu czerniowieckiego, nad rzeką Sowycia (ukr. Сови́ця), lewym dopływem Prutu.
Znajduje się tu powstała w XIX w. stacja kolejowa Łużany, położona na linii Lwów – Czerniowce.

## Historia
W 1968 miejscowość otrzymała status osiedla typu miejskiego.
W 1989 liczyło 4762 mieszkańców.